# Lignières-Ambleville
Lignières-Ambleville est, depuis le 1er janvier 2022, une commune nouvelle française située dans le département de la Charente, en région Nouvelle-Aquitaine.

## Géographie

### Généralités
La commune nouvelle de Lignières-Ambleville regroupe les anciennes communes de Lignières-Sonneville et Ambleville. Son chef-lieu se situe à Lignières-Sonneville.

## Urbanisme

### Typologie
Au 1er janvier 2024, Lignières-Ambleville est catégorisée commune rurale à habitat dispersé, selon la nouvelle grille communale de densité à 7 niveaux définie par l'Insee en 2022.
Elle est située hors unité urbaine et hors attraction des villes,.

## Histoire
Lignières-Ambleville est une commune nouvelle créée le 23 septembre 2021 pour une prise d'effet au 1er janvier 2022. À cette date, les deux communes fondatrices deviennent communes déléguées.

## Politique et administration

### Communes fondatrices
| Nom                          | Code Insee | Intercommunalité   | Superficie (km2) | Population (dernière pop. légale) | Densité (hab./km2) |
| ---------------------------- | ---------- | ------------------ | ---------------- | --------------------------------- | ------------------ |
| Lignières-Sonneville (siège) | 16186      | CA du Grand Cognac | 16,36            | 568 (2018)                        | 35                 |
| Ambleville                   | 16010      | CA du Grand Cognac | 5,09             | 173 (2018)                        | 34                 |

### Liste des maires
| Période | Période  | Identité         | Étiquette | Qualité                                      |
| ------- | -------- | ---------------- | --------- | -------------------------------------------- |
| 2022    | En cours | Dominique Breuil |           | Ancien maire-adjoint de Lignières-Sonneville |

### Politique environnementale
Dans son palmarès 2024, le Conseil national de villes et villages fleuris de France a attribué deux fleurs à la commune.

## Population et société

### Démographie
L'évolution du nombre d'habitants est connue à travers les recensements de la population effectués dans la commune depuis sa création.

En 2022, la commune comptait 704 habitants.
| 2018 | 2019 | 2020 | 2021 | 2022 |
| ---- | ---- | ---- | ---- | ---- |
| 741  | 719  | 712  | 705  | 704  |

## Culture locale et patrimoine

### Lieux et monuments
- Église Notre-Dame de Lignières, classée monument historique en 1973[9].
- Église Saint-Pierre d'Ambleville, classée monument historique en 1965[10]. La cloche a été classée en 1944[11].